# Oratoire Saint-Joseph du Fugeret
L'oratoire Saint-Joseph est un oratoire situé au Fugeret, en France.

## Localisation
L'oratoire est situé sur la commune du Fugeret, dans le département français des Alpes-de-Haute-Provence.

## Historique
L'édifice est inscrit au titre des monuments historiques en 1966.